# Синяш
Синяш (эрз. Сеняш) — река в России, протекает в Кочкуровском районе Республики Мордовия. Левый приток Суры.

## География
Река Синяш берёт начало восточнее села Кочкурово. Течёт в восточном направлении. Устье реки находится в 464 км по левому берегу реки Сура. Длина реки составляет 35 км.

## Название реки
Название реки: эрз. сэнь — (синий) + эрз. ашо — (белый).

## Данные водного реестра
По данным государственного водного реестра России относится к Верхневолжскому бассейновому округу, водохозяйственный участок реки — Сура от Сурского гидроузла и до устья реки Алатырь, речной подбассейн реки — Сура. Речной бассейн реки — (Верхняя) Волга до Куйбышевского водохранилища (без бассейна Оки).
Код водного объекта в государственном водном реестре — 08010500312110000036685.